# Hattie McDaniel
Hattie McDaniel (10. lipnja 1895. – 26. listopada 1952.), američka pjevačica te filmska, radijska i televizijska glumica, dobitnica Oscara za najbolju sporednu glumicu 1939. godine za film Zameo ih vjetar, prva Afroamerikanka dobitnica nagrade, zbog čega je jedna od ikona američkih crnaca.

## Životopis
Hattie McDaniel je rođena 1895. godine u Wichiti, kao najmlađe od trinaestoro djece. Njen otac Henry je bio oslobođeni rob, a majka Susan pjevačica duhovne glazbe. Obitelj se 1900. preselila u Denver, gdje je Hattie odrasla. S ocem i braćom je nastupala u putujućim predstavama.
Smatra se da je Hattie prvi crni izvođač koji je pjevao na radiju. To je bilo 1915. godine na denverskoj radio-postaji, gdje je nastupila s crnačkim orkestrom Georgea Morrisona (Professor George Morrison's Negro Orchestra). Dvadesetih godina je nastupala kao pjevačica, prvo u Denveru, a zatim u Chicagu i Milwaukeeju. Filmsku karijeru je započela 1932. godine, manjom ulogom u filmu The Golden West ("Zlatni zapad"). Slijedile su brojne filmske uloge, preko 60 u narednih sedam godina, no honorari koje je Hattie dobivala bili su tako mali da je i dalje morala raditi druge poslove, primjerice kao kućna pomoćnica. Karijera joj je ipak išla uzlaznom putanjom. Sprijateljila se s brojnim hollywoodskim zvijezdama, kao što su Joan Crawford, Bette Davis, Shirley Temple, Henry Fonda, Ronald Reagan, Olivia de Havilland i Clark Gable, na čiju je preporuku i dobila priliku na audiciji za ulogu Mammy u filmu Zameo ih vjetar.
Premijera filma u Atlanti je bila puna kontroverzi. Hattie McDaniel, koja se cijelog života susretala s rasizmom i rasnom segregacijom, nije pozvana na premijeru od strane studija Metro-Goldwyn-Mayer, kao ni ostali Afroamerikanci koji su se pojavili u filmu. Studio nije želio probleme sa zakonima države Georgije, koja je u to vrijeme podržavala rasnu segregaciju. Clark Gable je oštro prosvjedovao i uvjetovao svoj dolazak dolaskom McDanielove. Ona pak nije htjela dalje podizati tenzije i ispričala se nemogućnošću dolaska, nagovorivši Gablea da se ipak pojavi na premijeri.
Svoju je satisfakciju McDaniel dobila te, 1939. godine na dodjeli Oscara, gdje je dobila nagradu za najbolju glumicu u sporednoj ulozi. Oscara joj je predala lanjska dobitnica Fay Bainter, a McDaniel je održala dirljiv govor: "Akademijo filmske umjetnosti i znanosti, kolege iz filmske industrije, cijenjeni gosti: ovo je jedan od najsretnijih trenutaka u mom životu. Želim se ponaosob zahvaliti svima koji su sudjelovali u donošenju odluke o ovoj nagradi, koja me je učinila vrlo, vrlo poniznom, i koja će mi služiti kao svjetionik za sve što ću raditi ubuduće. Iskreno se nadam da ću uvijek biti na korist svojoj rasi i filmskoj industriji. Moje srce je prepuno da bih vam mogla reći kako se osjećam. Hvala vam i Bog vas blagoslovio."
Hattie McDaniel više nije ponovila uspjeh koji je postigla krajem tridesetih godina. Karijera joj je trajala do 1949. godine, kada se povukla zbog bolesti.
McDaniel, koja je, unatoč svojih gotovo 100 kg, uživala glas velike zavodnice, udavala se četiri puta, no nije imala sreće: prvi joj je suprug ubijen nakon samo četiri godine braka, a ostali brakovi su završili razvodom. Brat Sam McDaniel i sestra Etta McDaniel su također bili glumci, koji su živjeli u blizini Hattie u Sugar Hillu, crnačkoj četvrti Los Angelesa. Lik kućne pomoćnice "Mammy" iz crtića Tom i Jerry, kojoj su se vidjele samo noge, je zasnovan na njoj.
Hattie McDaniel je umrla od raka dojke, 26. listopada 1952. godine. Čak i nakon smrti bila je žrtvom rasizma: vlasnik groblja "Hollywood Cemetery", gdje je pokopano mnogo filmskih glumaca, nije uslišio njenu želju da joj tu bude posljednje počivalište, zbog njene boje kože. Nepravdu je 1999. godine pokušao ispraviti novi vlasnik, podigavši na groblju veliki spomenik. 
Unatoč njenim pristojnim honorarima tijekom filmske karijere, vlasništvo joj je procijenjeno na manje od 10.000 dolara kod čitanja oporuke. Posljednjem suprugu, Larryju Williamsu, ostavila je samo jedan dolar. Oporukom je ostavila kipić Oscara sveučilištu Howard u Washingtonu, odakle je ukraden tijekom studentskih nemira 1960. godine. 

## Vanjske poveznice
- Hattie McDaniel u internetskoj bazi filmova IMDb-u (engl.)